# Mesopotam

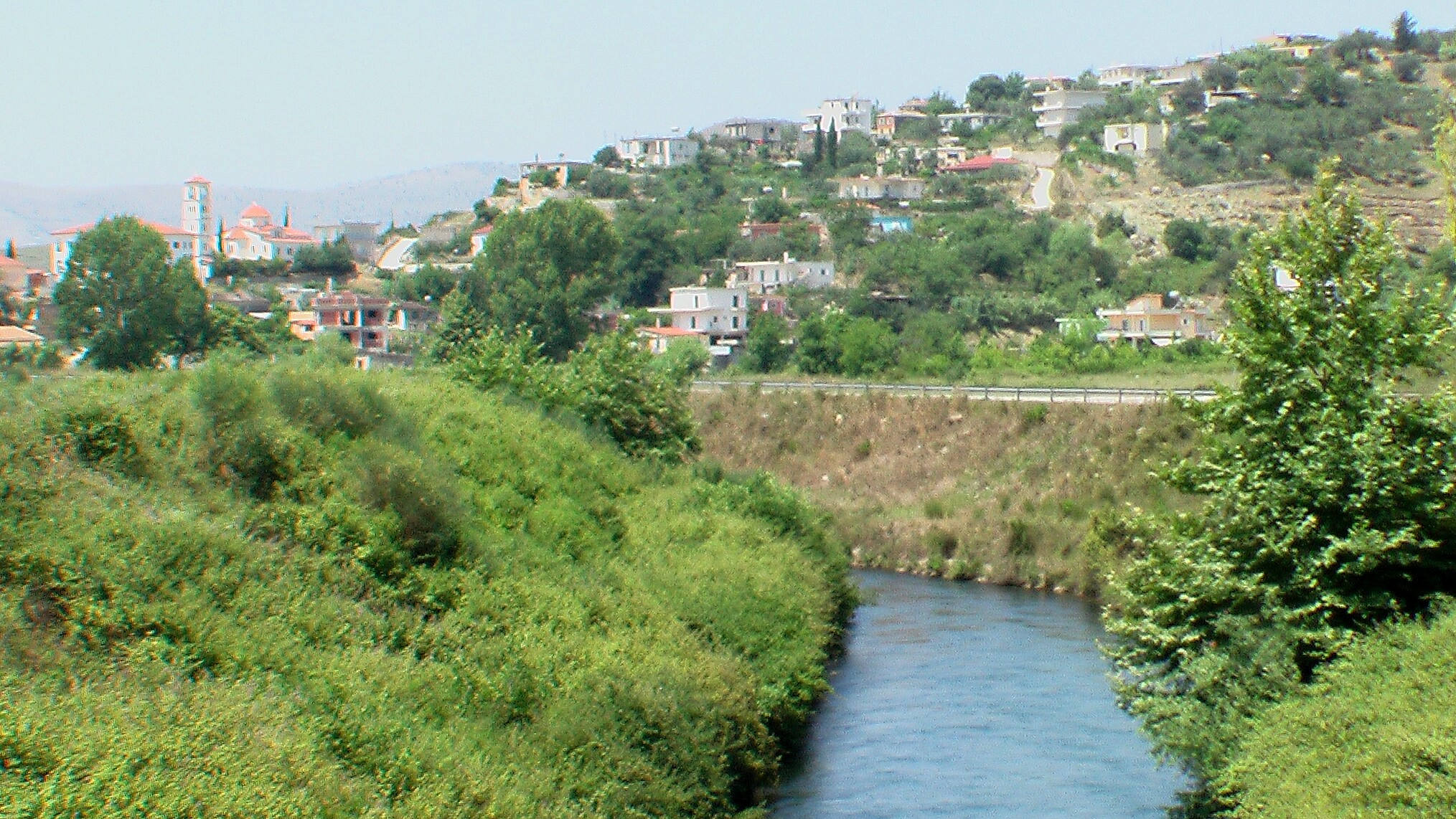
Dorf und Bistrica

Mesopotam (albanisch auch Mesopotami) ist eine zur Gemeinde Finiq gehöriges Dorf im Süden Albaniens. Der kleine Ort liegt fünf Kilometer südlich von Delvina nahe der Straße von Gjirokastra nach Saranda am Fluss Bistrica und nur rund ein Dutzend Kilometer von der Küste des Ionischen Meeres entfernt.

## Geographie und Bewohner
Mesopotam bildet zusammen mit den Dörfern Bistrica, Velahova, Brajlar, Sirkat und Livina eine Njësia administrative innerhalb der Gemeinde Finiq mit einer Fläche von 110 Quadratkilometern. Diese hat 1779 Einwohner (Volksäzhlung 2023). Zwölf Jahre zuvor wurden noch 2786 Einwohner registriert (Volkszählung 2011).
Viele der mehrheitlich orthodoxen Bewohner von Mesopotam gehören zur griechischsprachigen Minderheit Albaniens. Nur die Landwirtschaft bietet den Bewohnern vor Ort einige Arbeitsplätze. Deshalb ist die Abwanderung seit mehr als einem Jahrzehnt hoch. Viele Menschen aus Mesopotam verdingen sich auch legal oder illegal als Saisonarbeiter im nahen Griechenland.
Der Name des Ortes ist griechischer Herkunft und bedeutet Zwischen den Flüssen. Damit wird auf das ehemalige Kloster St. Nikolaus angespielt, das auf einem Hügel zwischen zwei Armen der Bistrica lag.

## Geschichte
Die Gegend von Mesopotam war schon in antiker Zeit besiedelt und gehörte zum Gebiet der Stadt Phoinike. Noch sichtbar ist der Teil eines Aquädukts aus der Zeit Kaiser Justinians. Von Mesopotam aus wurde das Wasser der Bistrica nach Phoinike geleitet.
Im 13. Jahrhundert, als etwas außerhalb des Dorfes eine große Klosterkirche errichtet wurde, war die Gegend unter angevinischer Herrschaft. Im 14. Jahrhundert stritten die einheimischen Adelsgeschlechter Zenebishi und Shpata um den Besitz des Ortes. Um 1415 etablierten die Osmanen ihre Herrschaft über den Süden Albaniens. Anders als das nahe gelegene Delvina, welches alsbald islamisiert war, blieben in Mesopotam die orthodoxen Christen in der Mehrzahl.
Bis 2015 war Mesopotam eine eigenständige Kommune innerhalb des aufgelösten Kreises Delvina. 

## St. Nikolauskirche

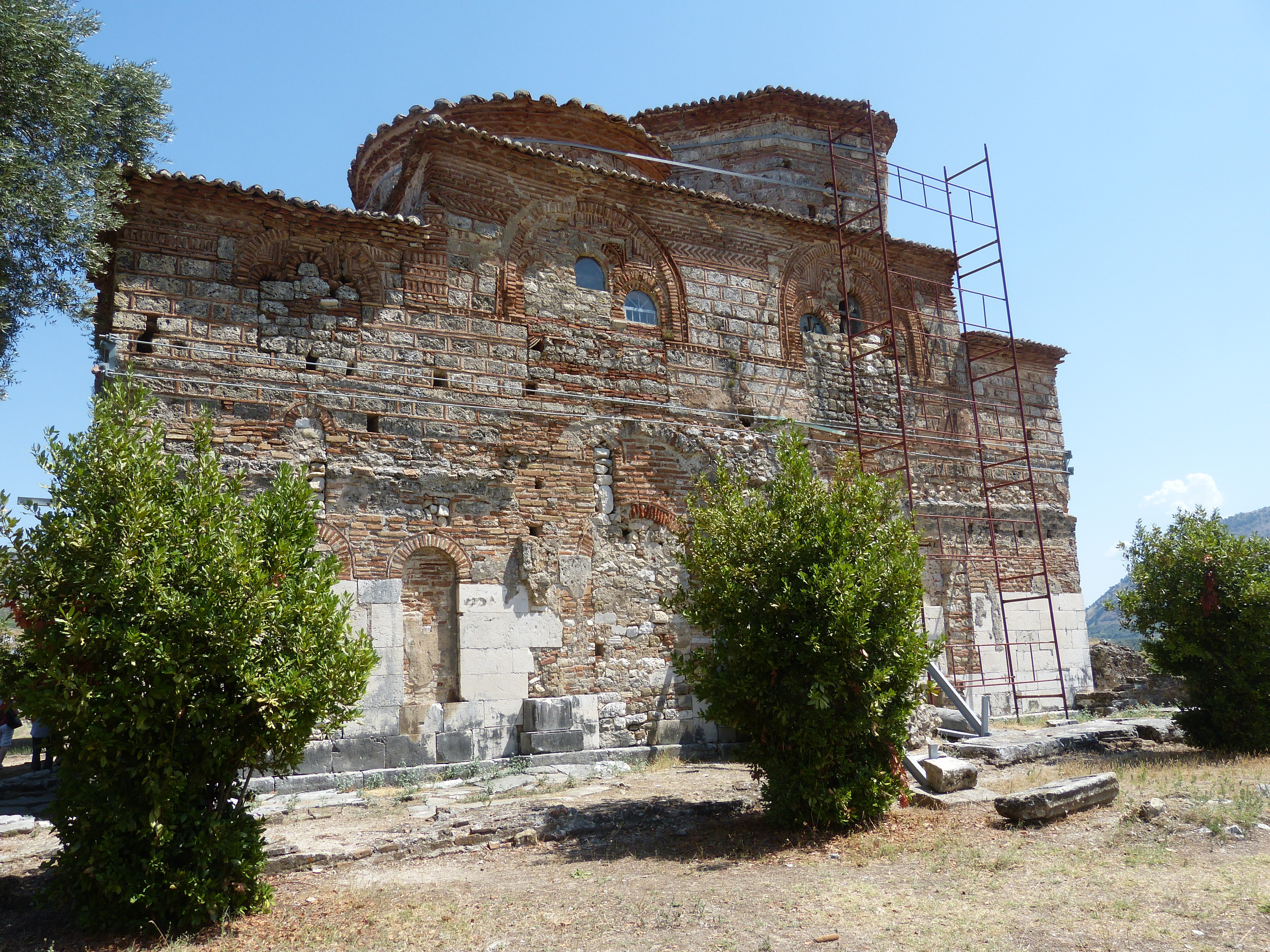
Südseite der St. Nikolauskirche

Die dem hl. Nikolaus (albanisch: Shën Kollë) geweihte Klosterkirche ist mit Ausmaßen von elf auf 19 Metern die größte byzantinische Kirche des Landes. Manche Historiker nehmen an, dass an ihrer Stelle schon im frühen Mittelalter eine christliche Kirche vorhanden gewesen ist. Vom Kloster sind heute nur noch die Kirche, Reste der Umfassungsmauern der Klosteranlage und ein Wehrturm erhalten. Die Bausubstanz von Kirche und Maueranlagen werden ins 13. Jahrhundert datiert. Für den Bau der Kirche wurden Steine von antiken Gebäuden wiederverwendet. Der Bauschmuck – darunter Reliefe mit Pflanzen, Tieren und Fabelwesen – deutet auf süditalienischen Einfluss hin, den es zu jener Zeit tatsächlich in der Gegend gab.
Der Bau hatte ursprünglich ein anderes Aussehen: So hatte die Kirche zwei gleich große Apsiden und eine Vorhalle, die sie auf drei Seiten umgab. 1793 und 1845 wurde das Gebäude durch Erdbeben beschädigt. Nach dem ersten Beben mussten neue Stützen im Innern und an der Südwand errichtet werden. Die Ostwand wurde mit einer einzigen Apsis neu aufgebaut. Die heute noch sichtbaren Fresken stammen aus dieser Zeit. Nach dem zweiten Beben mussten große Teile der Nordwand erneuert werden.